# Jules Le Fizelier
Jules Le Fizelier, magistrat et historien spécialiste de Laval et de la Mayenne.

## Publications
- Essais historiques sur la ville et le pays de Laval et la Province du Maine… Par un ancien magistrat de Laval. Laval, 1843 ;
- La Gabelle dans le Maine et l'Anjou (1515-1789), 1859 « http://www.lamayenne.fr/uploadfiles/publications/8004/FR-AD53-BN-0139.pdf.V24.aspx »(Archive.org • Wikiwix • Archive.is • Google • Que faire ?)
- Études et récits sur Laval et le Bas-Maine. Laval, 1884. Ouvrage tiré à 311 exemplaires seulement[1] ;
- Essais d’histoire locale [I. Une expropriation pour cause d'utilité publique en 1499 : le cimetière Saint-Vénérand à Laval. - II. Un épisode des guerres de la Ligue dans le Maine : le drame de Montjean (octobre 1591). - III. L'année 1790.]